# Cutxaró
El cutxaró ('cucharón') es un tipo de prefermento usado en la panadería catalana, que contiene harina de trigo, agua, un poco de sal y 24 h. de reposo. Su uso es bastante similar al de otros prefermentos como pueden ser el poolish, la biga italiana o el levain levure francés, o directamente como equivalente de la popular masa madre. En el refranero catalán se dice d'un bon cutxaró, se'n veu pa en condició («de un buen cucharón, sale un pan en condiciones»).
Existen dos costumbres para elaborar el cutxaró; la primera, es usar una porción de cutxaró del mismo día, la segunda es usando el cutxaró del día anterior, con cuidado de que la masa no esté sobrefermentada, y nos salga una masa que no leude por agotamiento del cultivo. Dependiendo de la época del año, de la humedad, del frío o calor, los cutxarons fermentan más rápido o más lento.
Cutxaró también es el nombre alguerés para el cucharón, que en dialecto peninsular se dice culler.